# Federico Fregóso
Federico Fregóso (ur. ok. 1480 w Genui, zm. 11 listopada 1541 w Gubbio) – włoski kardynał.

## Życiorys
Urodził się około 1480 roku w Genui, jako syn Agostina Fregósy i Gentilli Feltrii de Montefeltre. Święcenia kapłańskie przyjął przed 1507 rokiem. 5 maja 1507 roku został wybrany arcybiskupem Salerno. Rok później został biskupem Gubbio. W 1510 roku miał miejsce przewrót w Genui i zwycięstwo odniósł ród Adorni, więc Fregóso został wygnany z miasta i uciekł do Rzymu. Po trzech latach jego brat, Ottaviano Fregoso, został dożą, a Federico – głównym doradcą i przywódcą armii. Kiedy wojska hiszpańskie zajęły miasto, uciekł do Francji, gdzie został ciepło powitany przez Franciszka I. W 1529 roku zrezygnował z zarządzania archidiecezją. 19 grudnia 1539 roku został kreowany kardynałem prezbiterem i otrzymał kościół tytularny Santi Giovanni e Paolo. Zmarł 11 listopada 1541 roku w Gubbio.